# Vall-llobrega
Vall-llobrega è un comune spagnolo di 438 abitanti situato nella comunità autonoma della Catalogna.